# Monika Pogladič
Monika Pogladič Marčinković, slovenska smučarska skakalka, * 5. april 1987, Slovenj Gradec.
Monika Pogladič je bila članica kluba SSK Ljubno BTC in slovenske reprezentance. Tekmovala je v času preden so bila za ženske organizirana tekmovanja za svetovni pokal. 

## Tekmovalna kariera
Na mednarodnih prireditvah je nastopala med letoma 2004 in 2007. Lepe uspehe je dosegala že v starosti 17 let. Kariero je prekinila po dveh grdih padcih pri komaj dvajsetih letih.

### Celinski pokal
V kontinentalnem pokalu je tekmovala tri sezone, in sicer med letoma 2004 in 2007. Najuspešnejša je bila v svoji prvi, 2004-05, ko je v starosti komaj 17 let bila v seštevku kot najboljša Slovenka sedma s 478 osvojenimi točkami. Že na svojem prvem nastopu v konkurenci ji je uspelo zavihteti se na oder za zmagovalce. To je bilo 23. julija 2004 v Park Cityju, ko je bila tretja. Druga uvrstitev na stopničke ji je uspela 16. januarja 2005, ko je na domači prireditvi v Planici kot najbolje uvrščena Slovenka ponovno zasedla tretje mesto. 12. februarja 2005 je dosegla svojo edino zmago v Baiersbronnu, Nemčija, ko je slavila pred Majo Vtič. To je bila za Slovenijo prva zmaga v ženski konkurenci. 
Vsega skupaj je nastopila na 23 tekmah in bila devetkrat uvrščena med najboljšo deseterico.

### Zimska univerzijada 2005
Na Zimski univerzijadi 2005 v Innsbrucku je osvojila srebrno medaljo na srednji skakalnici. 

## Osebno
Monika Pogladič poročena Marčinković ima enega brata, Matevža Pogladiča. Poročila se je 3.8.2013 s Petrom Marčinkovićem. Novembra 2011 se ji je rodil prvi sin Teo, septembra 2014 pa še drugi, Lan.